# Isola di Deer
L'isola di Deer (Deer Island) fa parte dell'arcipelago Alexander, nell'Alaska sud-orientale (Stati Uniti d'America).  Amministrativamente appartiene al Borough di Wrangell. L'isola si trova all'interno della Tongass National Forest.

## Storia
Il nome dell'isola è stato dato nel 1886 dal tenente comandante A.S: Snow della Marina Militare degli Stati Uniti (USN). Il nome fu pubblicato nel 1887 sulla carta 706 dell'U.S. Coast and Geodetic Survey (USC&GS). Il primo europeo ad avvistare l'isola fu James Johnstone, uno degli ufficiali di George Vancouver durante la sua spedizione del 1791-95, nel 1793.

## Centri abitati e accessibilità
Nessuno.

## Geografia
L'isola si trova nel canale di Ernest (Ernesy Sound) difronte al lato orientale dell'isola di Etolin (Etolin Island) e a fianco della parte settentrionale della penisola di Cleveland (Cleveland Peninsula).
Masse d'acqua
Intorno all'isola sono presenti le seguenti masse d'acqua (da nord in senso orario):
- Canale di Seward (Seward Passage)[6] 56°01′22″N 131°58′26″W - Passaggio marittimo tra l'isola di Deer e la penisola di Cleveland (Cleveland Peninsula).
- Canale di Ernest (Ernest Sound)[7] 55°59′38″N 132°04′30″W - Il canale è lungo quasi 50 chilometri.

Promontori
Sull'isola sono presenti alcuni promontori (da nord in senso orario):
- Promontorio di Peters (Peters Point) 55°58′30″N 132°01′50″W - Si trova a nord dell'entrata meridionale del canale di Seward.
- Promontorio di Kuakan (Kuakan Point)[8] 56°05′32″N 132°01′54″W - Si trova sulla punta settentrionale dell'isola di Deer